# Iroquois Falls
Iroquois Falls est une ville du Nord de l'Ontario situé dans le district de Cochrane au Canada.

## Description
La ville est située le long des rives de la rivière Abitibi, à quelques kilomètres à l'ouest du lac Abitibi.
Iroquois Falls est un centre de l'industrie papetière et de la papeterie.
Iroquois Falls est la ville la plus proche du Parc provincial Abitibi-De Troyes.

## Vie francophone
La proportion de Franco-Ontariens atteint le tiers de la population de la ville. L'idée des Jeux franco-ontariens se manifeste pour la première fois lors de la 16e assemblée générale annuelle de la Fédération de la jeunesse franco-ontarienne à Iroquois Falls en 1992.

## Liens externes

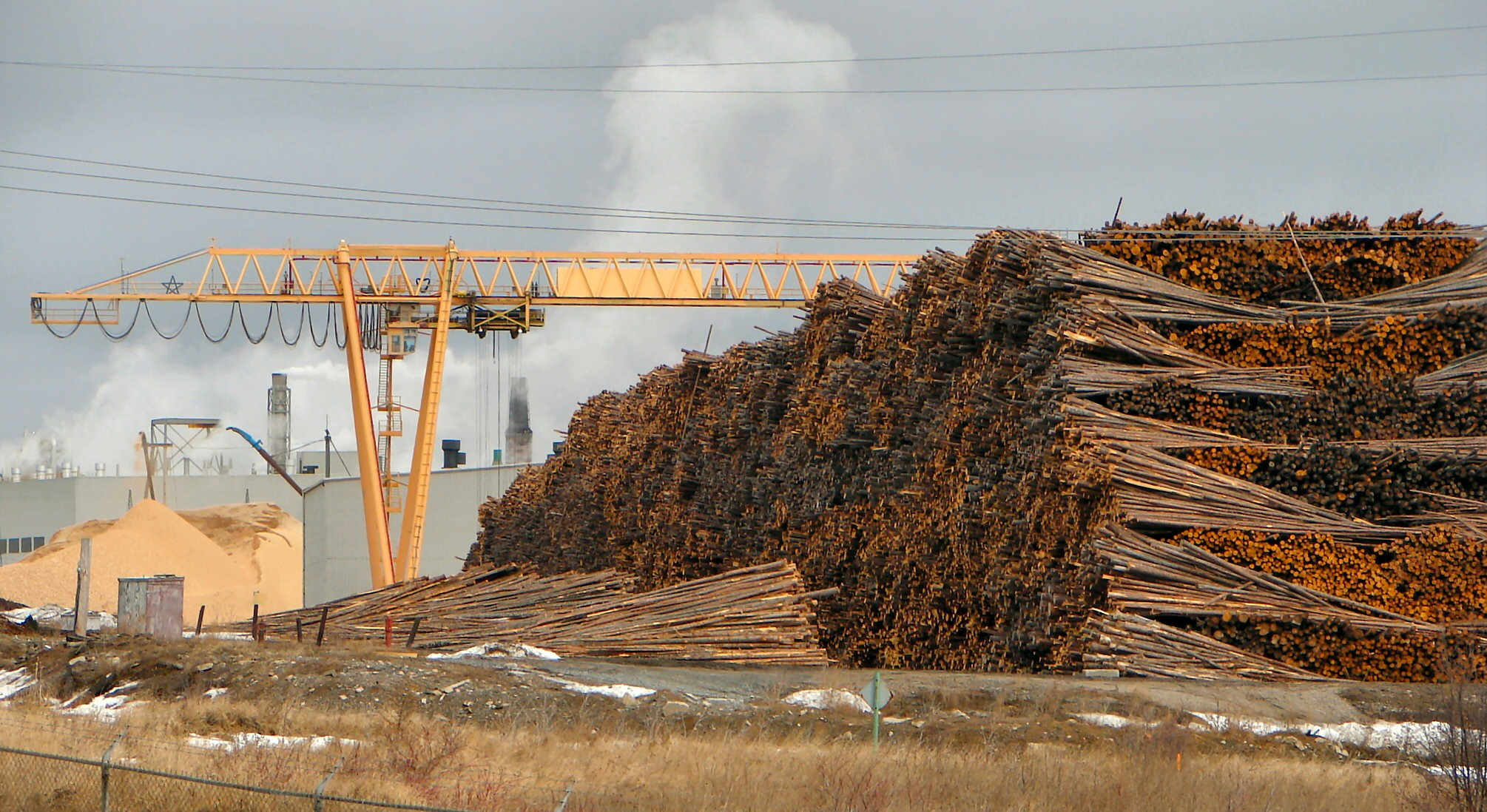
Industrie papetière à Iroquois Falls

## Démographie
| 2001  | 2006  | 2011  | 2016  |
| ----- | ----- | ----- | ----- |
| 5 217 | 4 729 | 4 595 | 4 537 |

## Climat
| Mois                                  | jan.       | fév.       | mars       | avril     | mai        | juin      | jui.      | août      | sep.      | oct.       | nov.       | déc.       | année           |
| ------------------------------------- | ---------- | ---------- | ---------- | --------- | ---------- | --------- | --------- | --------- | --------- | ---------- | ---------- | ---------- | --------------- |
| Température minimale moyenne (°C)     | −24,7      | −23        | −15,9      | −5,9      | 2          | 7,3       | 10,2      | 9,1       | 4,2       | −0,8       | −8,6       | −19,8      | −5,5            |
| Température moyenne (°C)              | −17,9      | −15,6      | −8,6       | 0,9       | 9,1        | 14,5      | 17,2      | 15,8      | 10        | 3,9        | −4,2       | −13,8      | 0,9             |
| Température maximale moyenne (°C)     | −11        | −8,2       | −1,3       | 7,6       | 16,1       | 21,8      | 24,1      | 22,4      | 15,8      | 8,6        | 0,1        | −7,8       | 7,4             |
| Record de froid (°C) date du record   | −58,3 1935 | −45,6 1914 | −42,2 1918 | −30 1982  | −13,3 1926 | −9,4 1977 | −3 1992   | −3,3 1917 | −8,3 1973 | −16,1 1934 | −32,8 1957 | −46,1 1917 | −58,3 23/1/1935 |
| Record de chaleur (°C) date du record | 8,3 1946   | 10 1981    | 21,7 1945  | 31,7 1942 | 35 1941    | 38 1995   | 41,1 1916 | 37,2 1947 | 33,3 1931 | 28,9 1947  | 19,4 1938  | 14,5 1982  | 41,1 29/7/1916  |
| Précipitations (mm)                   | 49,4       | 30,6       | 49,7       | 45,1      | 60,9       | 81,5      | 93,3      | 85,9      | 96,6      | 68,5       | 57,2       | 57,4       | 776             |
| dont neige (cm)                       | 46,7       | 27,6       | 33,5       | 14,1      | 2,9        | 0,1       | 0         | 0         | 0,4       | 5,6        | 32         | 51,8       | 214,8           |
| Nombre de jours avec précipitations   | 12         | 9,1        | 9,3        | 9         | 11,7       | 14,2      | 14,4      | 13,7      | 16,3      | 15         | 13,7       | 14,4       | 152,6           |
| Nombre de jours avec neige            | 11,9       | 8,6        | 7,7        | 3,3       | 0,67       | 0,04      | 0,04      | 0         | 0,11      | 2,6        | 9,6        | 13,6       | 58,2            |

| Diagramme climatique                                  |             |               |             |           |             |              |             |             |             |             |               |
| J                                                     | F           | M             | A           | M         | J           | J            | A           | S           | O           | N           | D             |
| −11−24,749,4                                          | −8,2−2330,6 | −1,3−15,949,7 | 7,6−5,945,1 | 16,1260,9 | 21,87,381,5 | 24,110,293,3 | 22,49,185,9 | 15,84,296,6 | 8,6−0,868,5 | 0,1−8,657,2 | −7,8−19,857,4 |
| Moyennes : • Temp. maxi et mini °C • Précipitation mm |             |               |             |           |             |              |             |             |             |             |               |